# Warszawski Zespół Miejski

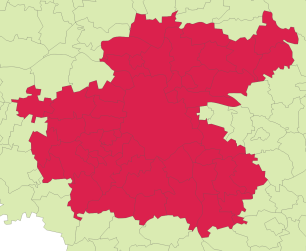
Gminy, które w 2001 roku miały wejść w skład projektowanego Warszawskiego Zespołu Miejskiego

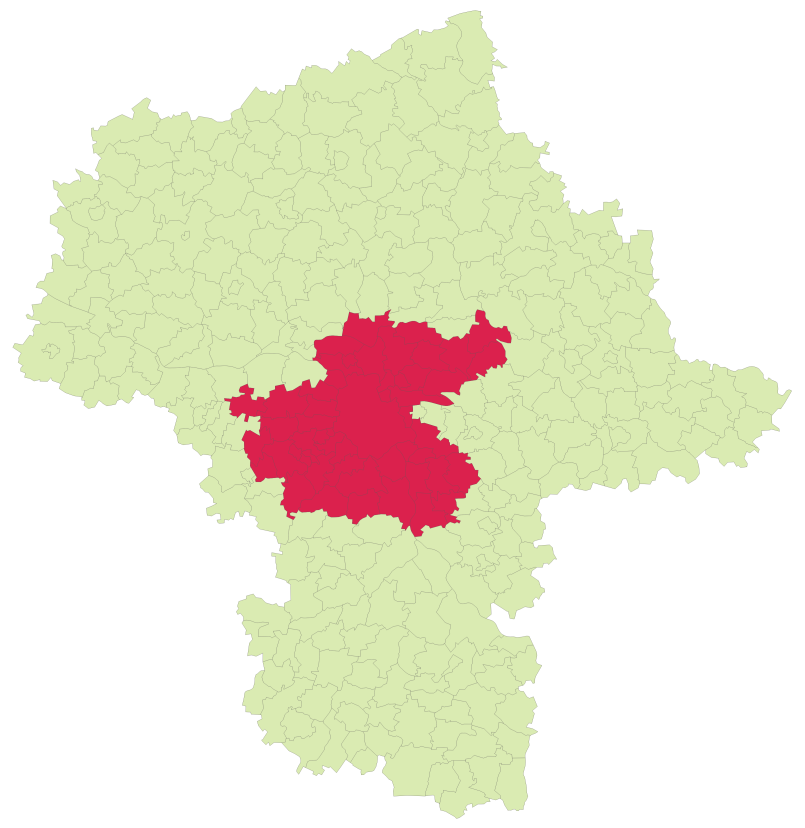
Warszawski Zespół Miejski na tle województwa mazowieckiego

Warszawski Zespół Miejski – zespół miejski, specyficzna jednostka administracyjna na obszarze rozciągającym się wokół Warszawy.
Nieistniejący już dziś Warszawski Zespół Miejski powołano w 1947 rozporządzeniem ministra odbudowy wydanym w porozumieniu z ministrem administracji publicznej. WZM obejmował obszar ówczesnego powiatu warszawskiego.
W późniejszym okresie, od 1975 do 1998 nieco większy obszar zajmowało województwo stołeczne warszawskie.
Do projektu ponownego powołania Warszawskiego Zespołu Miejskiego powrócono w 1998 roku, a w roku następnym pojawiły się dwa kolejne projekty ustawy. Prace w parlamencie nad tymi trzema projektami trwały do czerwca 2001 roku, kiedy to uchwalono jednolitą ustawę. Ustawa ta została jednak zawetowana przez prezydenta Aleksandra Kwaśniewskiego, a Sejm nie odrzucił tego weta.
WZM miał być nową jednostką administracyjną. W wyniku poselskiej propozycji nowelizacji ustawy warszawskiej, Warszawa wraz z sąsiednimi powiatami miała stanowić jeden szczególny organizm administracyjny nadrzędny w stosunku do powiatów i gmin wchodzących w skład Zespołu.
W skład Warszawskiego Zespołu Miejskiego miały wchodzić powiaty: Warszawa, grodziski, legionowski, otwocki, piaseczyński, pruszkowski, warszawski zachodni i wołomiński oraz wszystkie gminy wchodzące w skład tych powiatów. Istniała możliwość przystępowania do Zespołu kolejnych gmin i powiatów.